# Darren O’Dea
Darren O’Dea (* 4. Februar 1987 in Dublin) ist ein irischer ehemaliger Fußballspieler.

## Spielerlaufbahn
Der gelernte Links- und Innenverteidiger absolvierte sein Debüt in der ersten Mannschaft des Celtic FC im September 2006 im Ligapokalspiel gegen den FC St. Mirren. Sein Ligadebüt folgte zwei Monate später im Spiel gegen Dunfermline Athletic, vier Tage nach seinem ersten Einsatz in der Champions League gegen den FC Kopenhagen, als er für den verletzten Stephen McManus eingewechselt wurde. Sein erstes Tor für Celtic erzielte er am 26. Dezember 2006 im Spiel gegen Dundee United.
Am 17. August 2010 wurde O’Dea an den von seinem Landsmann Roy Keane trainierten englischen Zweitligisten Ipswich Town verliehen. In der Saison 2011/12 spielte er leihweise bei Leeds United. Zur Saison 2012/13 wechselte er zum Toronto FC in die amerikanische Major League Soccer. Über Metalurh Donezk, den FC Blackpool und Mumbai City FC kam er 2016 schließlich zum FC Dundee.

## Nationalmannschaft
Sein Länderspiel-Debüt für die irische Fußballnationalmannschaft gab O’Dea am 8. September 2009 beim 1:0-Sieg im Freundschaftsspiel gegen Südafrika. Am 16. Oktober 2012 erzielte er im Qualifikationsspiel zur Fußball-Weltmeisterschaft 2014 auf Färöer den 4:1-Endstand für sein Team.